# Corozal (Sucre)
Pour les articles homonymes, voir Corozal.
Corozal est une municipalité de Colombie, située dans le département de Sucre.
Elle fut le 2 septembre 2022 l'hôte d'une embuscade sur un véhicule de police, faisant sept morts et un blessé grave.